# Dara (Egypten)

Dara är en egyptisk nekropol från Gamla riket och den Första mellantiden. Orten ligger i Mellersta Egypten väster om Nilen mellan städerna Asyut och Meir.
I Dara finns ruinerna av vad som tros vara en pyramid, Khuis pyramid, byggd för farao Khui. Pyramidens ruiner är i så dåligt skikt att det är osäkert om den har raserats eller om den aldrig blev färdigbyggd. Dess bas mäter hela 130 meter vilken indikerar att den skulle motsvarat Djosers trappstegspyramid i storlek.

## Bilder från Dara

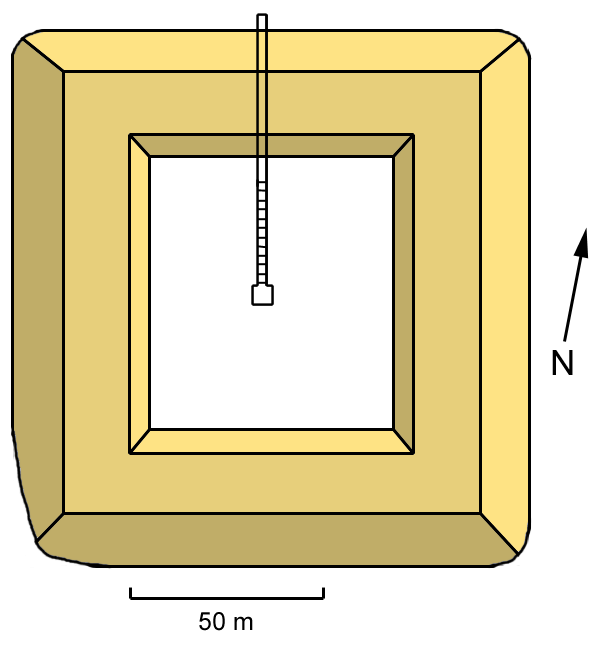
Skiss över Khuis pyramid
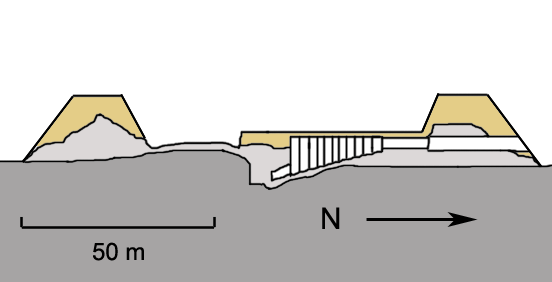
Skiss över Khuis pyramid